# Jean-Pierre Catherine Eulalie Bourjade
Pour les articles homonymes, voir Bourjade.
Jean-Pierre Catherine Eulalie Bourjade est un homme politique français né le 13 mars 1795 à Olonzac (Hérault) et décédé le 12 octobre 1870.
Colonel d'état-major, il est député de Tarn-et-Garonne de 1846 à 1848, siégeant dans la majorité soutenant les ministères de la Monarchie de Juillet. Il est nommé général de brigade en janvier 1852.

## Sources
- « Jean-Pierre Catherine Eulalie Bourjade », dans Adolphe Robert et Gaston Cougny, Dictionnaire des parlementaires français, Edgar Bourloton, 1889-1891 [détail de l’édition]

1. ↑  « https://francearchives.fr/fr/file/ad46ac22be9df6a4d1dae40326de46d8a5cbd19d/FRSHD_PUB_00000355.pdf »